# 1909 a tudományban
Az 1909. év a tudományban és a technikában.

## Díjak
- Nobel-díjak
  - Fizikai Nobel-díj: Guglielmo Marconi, Karl Ferdinand Braun
  - Fiziológiai és orvostudományi Nobel-díj: Emil Theodor Kocher
  - Kémiai Nobel-díj: Wilhelm Ostwald

## Biológia

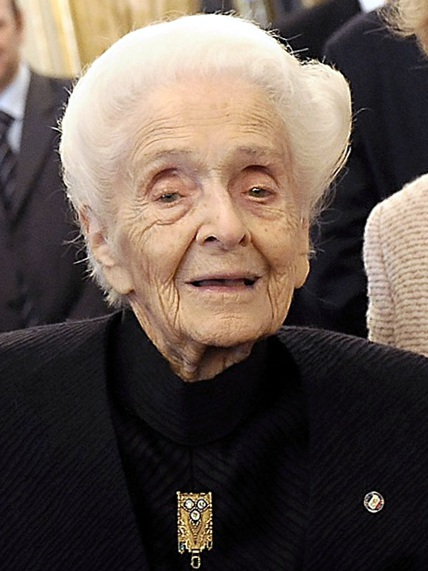
Rita Levi-Montalcini

- Wilhelm Johannsen dán botanikus elsőként használja a gén szót

## Születések
- április 13. – Stanisław Ulam lengyel-amerikai matematikus († 1984)
- április 22. Rita Levi-Montalcini megosztott Nobel-díjas olasz orvos, neurológus, sejtbiológus († 2012)
- november 9. – Massimo Pallottino olasz etruszkológus, régész († 1995)
- december 14. – Edward Lawrie Tatum megosztott Nobel-díjas amerikai genetikus († 1975)

## Halálozások
- január 12. – Hermann Minkowski litván születésű német matematikus (* 1864)
- január 22. – Emil Erlenmeyer német kémikus (* 1825)
- február 26. – Hermann Ebbinghaus tanulással és emlékezettel foglalkozó német kísérleti pszichológus (* 1850)
- július 11. – Simon Newcomb kanadai-amerikai asztrofizikus (* 1835)
- augusztus 27. – Emil Christian Hansen dán fiziológus, mikológus (* 1842)
- szeptember 21. – Chyzer Kornél orvos, balneológus, zoológus, a Magyar Tudományos Akadémia tagja, a magyar közegészségügy egyik úttörője (* 1836)
- október 19. – Cesare Lombroso olasz kriminológus, orvos (* 1835)